# S&M (bài hát)
"S&M" là một bài hát của nữ ca sĩ người Barbados Rihanna nằm trong album phòng thu thứ năm Loud (2010) của cô, được phát hành làm đĩa đơn thứ tư của album vào ngày 23 tháng 1 năm 2011. Nhạc sĩ người Mỹ Ester Dean đã viết bài hát "S&M" hợp tác cùng với các nhà sản xuất Stargate và Sandy Vee. Với nhịp bass trầm cùng âm đàn phím điện tử và guitar làm đệm, "S&M" đi theo thể loại nhạc uptempo dance-pop, hi-NRG, Eurodance, cùng phần ca từ mang đề tài quan hệ tình dục, chủ nghĩa bạo dâm, tình dục nô lệ và ái vật.
Sau khi phát hành, "S&M" đã nhận được những phản ứng trái chiều từ các nhà phê bình âm nhạc. Tuy một số nhà bình luận đánh giá cao giai điệu sôi động cũng như phần hòa âm phối khí, nhưng một số cây viết khác lại chỉ trích phần lời bài hát đậm tính khiêu dâm. Sau khi leo lên được đến vị trí thứ hai tại bảng xếp hạng Billboard Hot 100 của Hoa Kỳ, phiên bản phối lại của "S&M" hợp tác cùng Britney Spears được cho ra mắt. Kết hợp bản remix cùng với doanh số bán hàng của phiên bản đơn ca, bài hát đã trở thành đĩa đơn quán quân thứ mười của Rihanna cũng như thứ năm của Spears tại Hoa Kỳ. "S&M" được chứng nhận đĩa 6× Bạch kim từ Hiệp hội Công nghiệp Ghi âm Hoa Kỳ (RIAA) và đĩa 6× Bạch kim ở Úc. Đĩa đơn còn soán ngôi đầu bảng ở 6 quốc gia và lọt vào top 10 ở bảng xếp hạng của 22 quốc gia khác.
Nhằm quảng bá "S&M", Rihanna trình diễn phiên bản rút gọn của ca khúc tại sự kiện Brit Awards 2011 và biểu diễn phiên bản remix cùng với Spears ở lễ trao giải Giải thưởng Âm nhạc Billboard 2011. Video âm nhạc của bài hát do Melina Matsoukas đạo diễn, trong đó một phần nội dung được sử dụng nhằm thể hiện phản ứng của Rihanna đối với những lời chê bai từ giới phê bình và một phần khác lại thể hiện những hành vi tôn sùng chủ nghĩa bạo dâm một cách nhẹ nhàng. Sau khi ra mắt, tuy video âm nhạc của "S&M" đã bị cấm chiếu hoặc hạn chế phát sóng trên truyền hình vào buổi tối ở nhiều nước, nhưng vẫn được giới chuyên môn khen ngợi bởi sự gợi cảm của nữ ca sĩ và những màu sắc rực rỡ trong video. Nhiếp ảnh gia David LaChapelle đã đệ đơn kiện cho rằng video âm nhạc "S&M" đã sử dụng và kết hợp nhiều ý tưởng từ những tác phẩm của ông mà không có sự cho phép, và Rihanna và LaChapelle đã phải giải quyết vụ việc ngoài toà án với một khoản tiền không được tiết lộ.

## Bối cảnh
Mặc dù nhiều phương tiện truyền thông đại chúng đã dự đoán rằng trong album phòng thu thứ tư của Rihanna sẽ có một hoặc nhiều bài hát kể về sự việc Chris Brown đánh đập nữ ca sĩ nhưng nam ca sĩ kiêm nhà sản xuất âm nhạc Ne-Yo đính chính rằng Rihanna sẽ không làm nhạc về vụ việc trong album mới. Album Rated R được lên kệ vào tháng 11 năm 2009 mang đậm màu sắc pop lẫn R&B, và pha trộn cùng với những yếu tố thể loại hip-hop, dancehall và rock và đã từng đạt được thành công thương mại. Sau đó, Rihanna bắt đầu thực hiện album phòng thu thứ năm và cam kết rằng album mới của cô sẽ "ngổ ngáo, vui nhộn, cửa cẩm và tràn đầy năng lượng". Phó chủ tịch hãng đĩa Def Jam Recordings Bu Thiam đã phát biểu với MTV Anh rằng album kế tiếp của Rihanna có thể giống như một trong những album bán chạy nhất thế giới Thriller của Michael Jackson, "Rihanna tiến bộ [trong âm nhạc] đến đáng kinh. Tôi đang cố gắng thúc đẩy cô ấy đạt đến cảnh giới là mỗi bài hát trong album đều sẽ là một bản hit từ bài số 1 cho đến 12. Tôi sẽ nói KHÔNG với những bài hát chỉ mang tính chất nhồi nhét vào album cho đủ (album fillers). Thước đo của chúng tôi cho album lần này đó chính là Thriller của Michael Jackson."
Rihanna đã hợp tác cùng Antonio "L.A." Reid để thành lập một đội ngũ khoảng 50 nhà sáng tác chuyên nghiệp đảm nhận công việc tại hầu hết phòng thu lớn bên thành phố Los Angeles do hãng đĩa Def Jam Recordings thuê lại gần như toàn bộ để độc quyền viết nhạc album mới trong vòng hai tuần cho nữ ca sĩ. Sau thời gian đó, nhóm đội ngũ tác giả đã sáng tác và sản xuất khoảng 200 bài hát cho Rihanna, nhưng chỉ có những bài hay nhất trong số đó là được chọn đưa vào album Loud, trong đó có "S&M". Trong một cuộc trò chuyện webchat với người hâm mộ, Rihanna bảo rằng cô muốn tiến thêm một bước nâng cấp kế tiếp với vai trò là một nghệ sĩ: "Tôi không muốn phải cải lùi và làm lại Good Girl Gone Bad. Tôi muốn bước kế tiếp cho sự tiến hoá của Rihanna, và điều đó sẽ thật hoàn hảo cho chúng ta. Các bạn đã luôn luôn bao bọc che chở tôi, cho nên bây giờ các bạn cũng sẽ được [tôi] báo đáp bằng một vài bản nhạc hay."

## Ý tưởng và phát triển

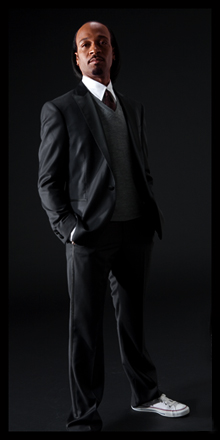
Giọng ca của Rihanna ở "S&M" được Kuk Harrell thu âm và sản xuất.

Nhạc sĩ người Mỹ Ester Dean đã viết bài hát "S&M" hợp tác cùng với các nhà sản xuất Stargate và Sandy Vee. Dean giải thích với Gail Mitchell bên tạp chí Billboard về ý tưởng và lời ca gợi dục rằng, "Điều đầu tiên xuất hiện với tôi đó chính là 'Come on, come on.' Tôi đã thiết nghĩ, 'Tôi chẳng biết chuyện quái quỷ gì sắp sửa xảy đến nữa.' Và khi tôi nhớ lại tôi đã chứng kiến thứ gì đó mà phải nói là, 'Sticks and stones may break my bones.' Rồi kế đó là 'But chains and whips excite me.' Tới khi những người mà mang trong mình một bài nhạc hay làm tôi rung động thì [tôi] mới cảm thấy [những lời ấy] đã có câu chuyện sẵn trong đó rồi". Dean khai nhận là cô đã từng dự định viết bài hát này và đem giao cho Britney Spears. Phát biểu trên MTV, Rihanna bày tỏ niềm yêu thích với bài hát ngay sau khi lần đầu được nghe bản demo, "Tôi yêu thích bài hát đó. Khi tôi lần đầu nghe thấy, đó chỉ là một bản thử nghiệm thật thô và một số thành phần trong đó đã xong. Nhưng mà tôi biết, tôi biết bài hát đó là gì sau khi nghe được một phút." Cô còn cho rằng sức lực ương ngạnh và không hối lỗi của "S&M" là điều cô yêu thích ở bài hát. Rihanna đã từng bảo với Rolling Stone về chuyện cô ham thích thể loại tình dục nô lệ và các hoạt động bạo dâm khác, những chủ đề mà đánh sâu vào từ khoá "S&M" rằng: "Dù tôi thích sai khiến nhưng tôi vẫn thích trở thành người phục tùng... làm người phục tùng trong phòng ngủ thật sự rất vui. Bạn sẽ trở thành một quý cô nhỏ bé, có một người đàn ông nam tính và điều khiển mình."
"S&M" được thu âm từ khoảng tháng 2 cho đến tháng 8 năm 2010 trong khi Rihanna còn đang thực hiện chuyến lưu diễn Last Girl on Earth cũng như ghi hình bộ phim Chiến hạm (2012). Trước khi Dean đến phòng thu Roc the Mic, đội ngũ Stargate đã chuẩn bị sẵn hàng chục bản nhạc được tạo ra bằng cách sử dụng đàn phím để trộn âm cho đến khi tìm ra ý tưởng nhờ vào tiến trình hợp âm chính của bài hát hoặc đoạn riff. Sau đó, nhóm sản xuất sử dụng nhiều loại âm thanh và đoạn nhịp được lập trình sẵn để hoàn thiện "S&M". Hermansen diễn tả rằng phương pháp này giống "những hương vị mới đang chờ đợi nhà sản xuất nước giải khát hoặc khoai tây chiên phù hợp xuất hiện." Theo phần ghi chú bìa album, Eriksen và Miles Walker thu âm phần nhạc nền của bài hát tại Roc the Mic ở thành phố New York và phòng thu Westlake Recording ở Los Angeles, còn Vee thì phụ trách cùng công việc ở The Bunker Studios ở bên Paris. Phần giọng hát của Rihanna được Kuk Harrell thu âm và Harrell đồng sản xuất cùng với Josh Gudwin và Marcos Tovar. Bobby Campbell cũng tham gia hỗ trợ cho công việc thu âm này, còn Veronika Bozeman thì phụ trách sản xuất thêm giọng hát. "S&M" được Vee phối ở The Bunker Studios, còn Phil Tan thì thực hiện công việc tương tự tại The Ninja Beat Club ở Atlanta, Georgia. Khâu kỹ thuật âm nhạc bổ sung và hỗ trợ được thực hiện bởi Damien Lewis. Toàn bộ công đoạn làm nhạc nền được chính Eriksen, Hermansen và Vee hoàn thiện.

## Nhạc và lời
"S&M" là một ca khúc có thời lượng dài bốn phút ba giây thuộc thể loại nhạc uptempo hi-NRG-Eurodance và dance-pop. Bài hát được biên soạn ở cung Mi giáng thứ, có sử dụng số chỉ nhịp được gán là nhịp nhạc dance mức vừa phải với trung bình 128 nhịp mỗi phút. Phần phối khí được tạo ra bằng đàn synthesizer, đàn phím điện tử và guitar. Chris Ryan bên MTV nhận định "S&M" là một "bản nhạc dance sôi động, sử dụng âm thanh đàn phím dữ dội đến quan ngại."
Khoảng âm vực của Rihanna trong bài hát dài tới một quãng tám, với nốt trầm nhất là B♭3 và nốt cao nhất là D♭5. Nữ ca sĩ người Barbados đã không ngần ngại sử dụng "tông giọng cực kỳ dâm đãng" nhằm thể hiện ca từ mang tính "hư hỏng" trong "S&M". Ý nghĩa của lời bài hát là muốn nói về hành vi tình dục, chủ nghĩa bạo dâm, tình dục nô lệ, ham thích BDSM, và thêm cả trí tưởng tượng cùng hưng phấn tình dục của nhân vật chính trong ca khúc. Mở đầu của bài hát "S&M" là phần hook, "Na, na, na, c'mon". Trong phần điệp khúc là những dòng lời, "'Cause I may be bad, but I'm perfectly good at it / Sex in the air, I don't care, I love the smell of it." Dean bảo rằng đoạn hát đó được hình thành trong đầu cô vào một ngày Chủ nhật và lúc đầu còn có thêm một câu "Father forgive me." Đoạn điệp khúc sau, lúc Rihanna đánh vần chữ "S" và "M", được lấy mẫu synth-riff từ bài hát "Let's Go to Bed" năm 1982 của The Cure. Trong bài hát, Rihanna đã tự mô tả mình là "gái hư" và công khai ca ngợi khả năng tình dục của chính cô qua phần lời, "Sticks and stones may break my bones / But chains and whips excite me."
Rihanna trả lời bên tạp chí Spin rằng ca từ của "S&M" rất mang tính biểu tượng. Cô nhận định bản thân không nghĩ về bài hát này theo hướng tình dục, mà là theo một góc nhìn ẩn dụ hơn về niềm tin vào bản thân cũng như sự vững vàng trước những lời đồn thổi và chê trách. Theo Jake Conway viết cho Q Magazine at Yale, lời bài hát của "S&M" đã "loại bỏ tình dục ra khỏi cảm xúc" và coi bạo lực như một sự tôn sùng. Anh tiếp tục cho rằng Rihanna đã tôn sùng các hành vi tình dục trong tâm trạng vũ trường tràn đầy sức lực. Chris Ryan mô tả rằng "S&M" muốn nói về "những hành vi đen tối, hư đốn và trái với đạo lý trong phòng ngủ". Douglas Wolk đến từ The Daily nhận xét rằng chủ đề bạo dâm/khổ dâm và giai điệu của ca khúc đã gợi nhớ người thưởng thức đến "Master and Servant" năm 1984 của Depeche Mode.

## Phát hành và các bản phối lại

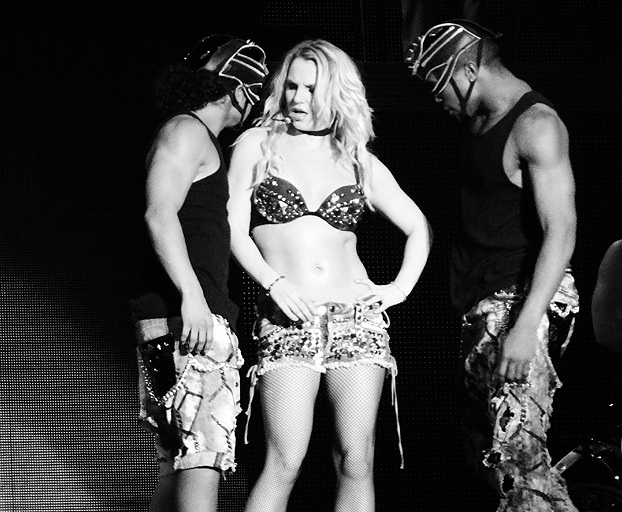
Britney Spears biểu diễn "S&M" phiên bản remix trong chuyến lưu diễn Femme Fatale Tour năm 2011

"S&M" là đĩa đơn thứ tư nằm trong album phòng thu Loud của Rihanna được phát hành tại Hoa Kỳ, và là đĩa đơn thứ ba ở các quốc gia khác. Ban đầu, Rihanna dự định sẽ chọn "Cheers (Drink to That)" làm đĩa đơn thứ tư nhưng đến cuối cùng, cô đã chọn "S&M" vì người hâm mộ thực sự rất muốn cô phát hành nó cũng như họ thích sự tranh cãi xoay quanh ca khúc. Phần ảnh bìa của "S&M" là bức ảnh chụp hơi mờ dùng tông màu xanh lam chứa cảnh Rihanna đang nghiêng người dựa mặt về phía trước. Cô có mái tóc đỏ nhếch nhác cùng với chiếc vòng trên cổ cô là một chuỗi hạt cỡ lớn được làm bằng gỗ. Lớp trang điểm của Rihanna được cho là tự nhiên. Bên trái là biểu tượng chữ 'R' lớn cùng với tên nghệ danh của Rihanna và phía bên phải là chữ "S&M" phong cách viết tay.
Ngày 23 tháng 1 năm 2011, bài hát được gửi cho các trạm phát thanh hit đương đại, rhythmic đương đại tại Hoa Kỳ, và còn lên danh sách phát urban vào ngày 27 tháng 2. "S&M" lên kệ iTunes Store khắp Châu Âu và Nam Mỹ vào ngày 11 tháng 2. Ở Argentina, Brasil và một số vùng lãnh thổ khắp Châu Âu, ca khúc được cho ra mắt dưới dạng đĩa mở rộng (EP) vào ngày 18 tháng 2, gồm có phiên bản gốc của "S&M" và hai bản remix của Dave Audé và Sidney Samson. Vào ngày 28 tháng 2, tuyển tập các phiên bản "S&M" được phát hành trên toàn thế giới dưới dạng gói kỹ thuật số gồm các bản remix của DJ Audé, Samson và Joe Bermudez. Ở Đức, "S&M" được bày bán dưới dạng đĩa CD vào ngày 18 tháng 3. Ngày 11 tháng 4, phiên bản remix hợp tác cùng với Britney Spears được phát hành trên toàn thế giới dưới dạng tải xuống kỹ thuật số. Tại Anh Quốc, "S&M" bị coi là quá thô tục khi phát vào ban ngày. Cho nên, bài hát đã được chỉnh sửa nhằm cắt xén những phân đoạn chứa ca từ liên quan đến tình dục, xích trói, roi da, đồng thời còn bị đổi tên thành "Come On" trên đài BBC Radio 1.
Phiên bản remix của "S&M" hợp tác với rapper J. Cole được phát hành trên mạng internet vào ngày 17 tháng 1 năm 2011. Sau khi Rihanna cho phát hành phiên bản album của ca khúc, cô đã thăm dò người theo dõi trên trang cá nhân Twitter của cô về việc nên hợp tác với ai, và đương nhiên Spears chính là lựa chọn nhiều nhất. Chính những dòng tin nhắn Twitter giữa hai nữ ca sĩ đã dấy lên tin đồn về việc hợp tác thu âm bản remix ca khúc của hai người, và câu trả lời cho những phỏng đoán ấy là phiên bản remix có giọng thu hợp tác và phần phân khúc do Spears tự viết lời được phát hành vào ngày 11 tháng 4.

## Đánh giá chuyên môn
"S&M" nhận được phản hồi trái chiều từ các nhà phê bình âm nhạc. Sal Cinquemani bên phía Slant Magazine đã diễn tả "S&M" là một lời ca ngợi chủ nghĩa bạo dâm và đem bài hát so sánh với album phòng thu The Velvet Rope của Janet Jackson. Conner cảm thấy "S&M", cũng giống như các ca khúc nằm trong album Loud khác như "What's My Name?" và "Skin", được Rihanna trình bày nhằm khoe mẽ cô giỏi làm chuyện đó thế nào, giống như album Rated R trước đó. Anh chọn những dòng lời "I may be bad/ but I'm perfectly good at it... Chains and whips excite me" để làm ví dụ cho ý định phô bày đó của nữ ca sĩ. Steve Jones viết cho USA Today phản biện lại rằng ca khúc đầu tiên trong "album Loud, 'S&M,' đã làm rõ bước ngoặt mà [Rihanna] muốn hướng đến vì cô ấy thừa nhận rằng 'xích trói và roi da làm [cô ấy] sung sướng'", còn Leah Greenblatt của Entertainment Weekly thì gọi "S&M" là "cuộc khởi đầu của quan hệ thể xác đầy thô thiển" cùng với "buổi Cinemax đêm muộn đầy nghịch ngợm". Nick Levine trực thuộc Digital Spy đã chấm bài hát này bốn trên năm sao và viết rằng ca khúc đã khiến người nghe "ham muốn" giống như chính Rihanna. Anh còn nhận xét rằng "S&M" chính là tổ hợp giữa phần hook "làm ù tai" và phần khí nhạc synth cà giựt.
James Skinner ở phía BBC Music chỉ trích cả album Loud đã khuyết thiếu "sự thân thiện trên bảng xếp hạng" so với Rated R lẫn bài hát "S&M" lộ rõ lời ca đầy tình dục lố lăng. Đây chính là điều anh cảm thấy "mâu thuẫn với" lời kêu gọi tán tỉnh mà Rihanna đang nhắm tới. Skinner chê trách chất giọng truyền cảm "bị thúc ép" của Rihanna và thậm chí nữ ca sĩ người Barbados đã không tạo ra âm thanh "táo bạo" hay thuyết phục được người nghe thông qua "S&M". Cùng với đó, cây bút phê bình bài hát quán quân cũ Tom Breihan bên Stereogum đã chấm đĩa nhạc này 5/10 điểm. Anh buồn cười cho rằng lời bài hát "S&M" vừa vụng về vừa ngớ ngẩn, cùng với cách Rihanna hát về sự phục tùng trong khi lại đi thể hiện vai trò thống trị. Thật vậy, Breihan vẫn tuyên bố những yếu tố đó mới là thứ gây thuyết phục phần nào ở bài hát. Ngoài ra, chính bản "S&M" remix cùng Britney Spears đã khiến Breihan "trừ bớt 2 điểm" vì cách thể hiện của Spears vừa "tê liệt" vừa "trống rỗng", và giọng ca Auto-Tune đã làm cho bài hát bị sao nhãng và "buồn bã một cách kỳ lạ". Tuy nhiên, trong một bài nghiên cứu năm 2012, Nicole R. Fleetwood đã nhận định về mặt tác động của "S&M" rằng: Với tư cách là một trong những ngôi sao nhạc pop thành công nhất của thế kỷ 21, Rihanna đã giúp mang lại tính thẩm mỹ và năng lực biểu diễn khiêu dâm cho các nghệ sĩ nữ ở nhiều chủng tộc khác nhau.

## Thành tựu
"S&M" có mặt trong nhiều danh sách xếp hạng khác nhau. Năm 2015, James Manning và Nick Levine biên tập cho Time Out đã xếp "S&M" ở vị trí thứ 15 trong danh sách 20 bài hát hay nhất của Rihanna. Bất chấp lời bài hát gây tranh cãi dẫn đến bị các nhà phê bình cho là thô bỉ cũng như đã từng trải qua quá trình chỉnh sửa đáng kể để được phát sóng vào ban ngày, họ nhận xét "S&M" vẫn là một bản hit tràn đầy năng lượng của Rihanna với âm thanh tương đồng với Depeche Mode. Năm 2017, Pitchfork chọn "S&M" ở vị trí thứ 28 và cho rằng Rihanna làm sống lại cảm xúc điện tử của "SOS" nhằm thể hiện một kiểu tình yêu đen tối hơn. Tạp chí nhận xét lời bài hát của Dean đã mang đến hình ảnh tôn sùng rõ ràng, trong khi Rihanna chỉ huy bài hát bằng cách truyền tải tính cách quyết đoán của nữ ca sĩ. Năm 2018, các tác giả đến từ Rolling Stone đã đặt "S&M" ở vị trí thứ 18 trong danh sách 30 bài hát hay nhất của Rihanna và nhận định đây là một bài hát táo bạo mang đề tài tự trao quyền trước sự giám sát của công chúng. Họ cho rằng ca khúc đặc trưng nhờ vào nhịp điệu điện tử hấp dẫn, ca từ không hối lỗi thể hiện được niềm quyết tâm kiên định của nữ ca sĩ trong con đường riêng bất chấp chỉ trích và tranh cãi.
Năm 2021, Alexis Petridis biên tập cho tờ The Guardian đã xếp "S&M" ở vị trí thứ 19 trong 30 bài hát hay nhất của Rihanna. Anh nhận xét bài hát đã cho thấy sự chuyển đổi của cô từ hình ảnh ngọt ngào sang hình ảnh vui tươi đầy khiêu khích, với giai điệu electro và ca từ nổi loạn nhưng lại chê bai bản phối lại với Spears. Bianca Gracie thuộc Uproxx đã xếp "S&M" ở vị trí thứ 18 trong danh sách ca khúc của Rihanna và bảo rằng Rihanna đã khéo léo hóa thân thành kẻ thống trị để trở thành một người ham thích BDSM với ca từ nhộn nhịp vui tươi và một video liều lĩnh đáp trả những lời chỉ trích của giới truyền thông một cách khéo léo. Năm 2022, Harrison Brocklehurst đến từ The Tab đã chọn "S&M" ở vị trí thứ 9 trong danh sách 50 đĩa đơn xuất sắc của Rihanna. Anh nhận định "S&M" là một ca khúc nhạc pop tinh túy của Rihanna và khen ngợi ca từ đầy khiêu khích, bản remix hợp tác với Spears và video âm nhạc tuy gây tranh cãi nhưng có sức quyến rũ. Năm 2023, nhà báo Ed Masley viết cho USA Today đã xếp "S&M" ở vị trí thứ 2 trong danh sách 20 bài hát xuất sắc nhất của Rihanna. Anh cho rằng mặc dù bài hát có vẻ như đi theo công thức ca từ khiêu khích nhưng nó vẫn thu hút được người nghe và thậm chí còn đứng đầu bảng xếp hạng nhờ vào bản phối lại có sự góp mặt của Spears.

## Diễn biến thương mại

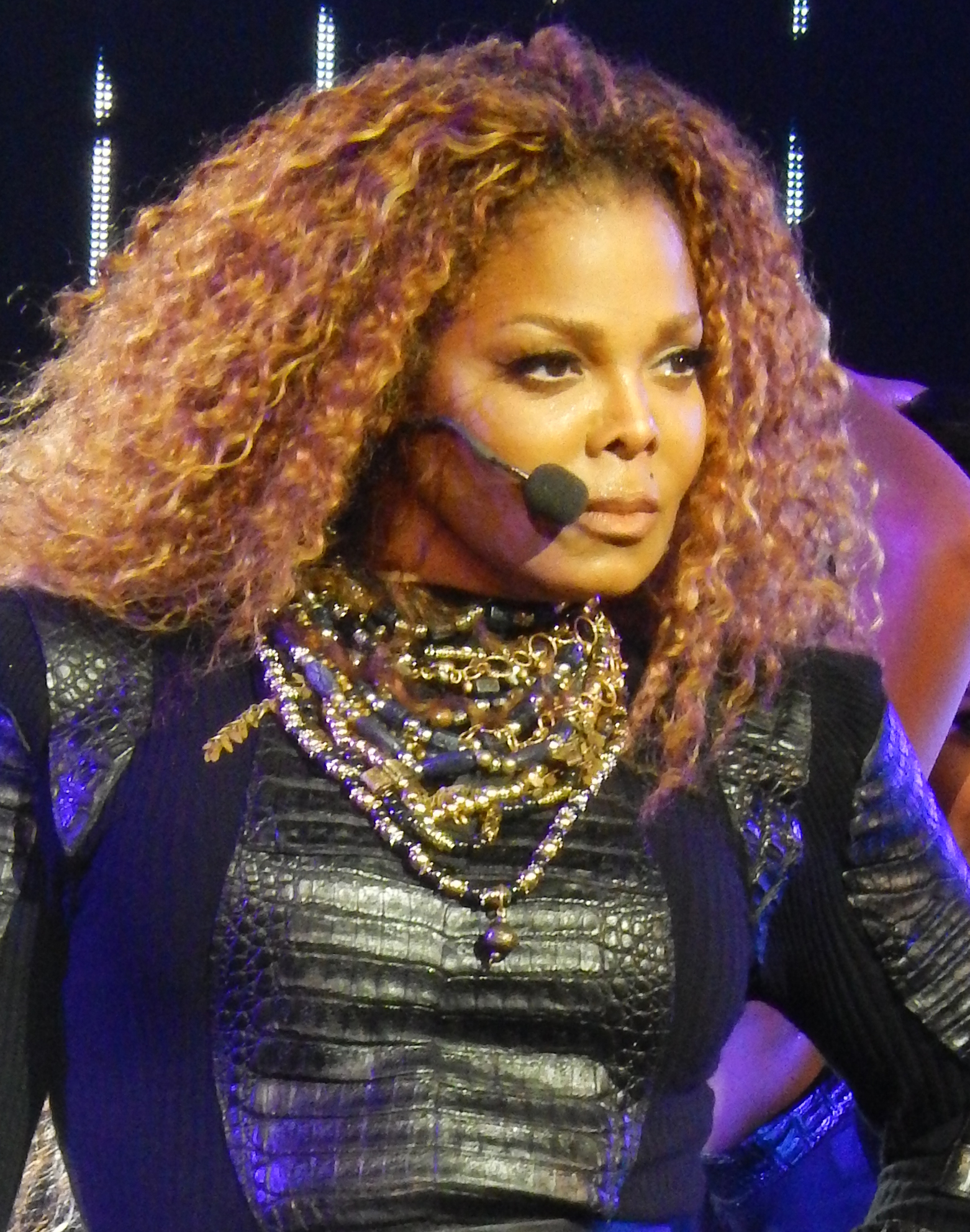
"S&M" trở thành đĩa đơn quán quân thứ mười của Rihanna tại bảng xếp hạng Hoa Kỳ Billboard Hot 100 và giúp Rihanna đồng hạng tư với Janet Jackson (trong hình) với vai trò là nữ ca sĩ solo có số ca khúc leo lên ngôi vương nhiều nhất.

"S&M" lần đầu ra mắt trên bảng xếp hạng tại Anh Quốc vào ngày 15 tháng 11 năm 2010 ở vị trí thứ 55 và dừng chân ở hạng ba vào ngày 5 tháng 3 năm 2011 trong vòng ba tuần liên tiếp. Ở bảng xếp hạng UK R&B Chart thì ca khúc thành công hơn, leo lên ngôi đầu tới năm tuần liền. Ca khúc còn trở thành đĩa đơn R&B hoặc hip hop bán chạy thứ nhì trong năm 2011 tại Anh Quốc. Tháng 12 cùng năm, "S&M" đã tẩu tán 643.000 bản thuần ở Anh Quốc và được BPI chứng nhận đĩa 3× Bạch kim vào tháng 1 năm 2024. Ở những nơi khác tại châu Âu, "S&M" đạt được thành công thương mại và leo lên được vị trí top ba tại nhiều quốc gia.
Ở phía châu Úc, "S&M" ra mắt tại vị trí số 87 ở bảng xếp hạng đĩa đơn ARIA Charts vào ngày 29 tháng 11 năm 2010 sau khi album Loud ra mắt. Một khi được chọn làm đĩa đơn, bài hát đã nhanh chóng quay trở lại bảng xếp hạng ở vị trí thứ 27 vào ngày 30 tháng 1 năm 2011 và soán ngôi đầu bảng vào ngày 13 tháng 2 trong vòng năm tuần không liên tiếp. Hiệp hội Công nghiệp ghi âm Úc chứng nhận "S&M" là đĩa 6× Bạch kim với tổng cộng hơn 420.000 bản thuần đã được tiêu thụ. Ở New Zealand, "S&M" ra mắt ở bảng xếp hạng New Zealand Singles Chart tại vị trí thứ sáu vào ngày 7 tháng 2 năm 2011. Sang tuần, ca khúc dừng chân ở vị trí thứ hai và giữ nguyên trong vòng hai tuần liên tiếp, rồi tiếp tục quay trở lại thứ hạng cao nhất ở tuần thứ năm trên bảng xếp hạng. "S&M" được chứng nhận đĩa 4× Bạch kim bởi Recorded Music NZ, ghi nhận số lượt tiêu thụ là trên 120.000 bản.
Tại Hoa Kỳ, ca khúc ra mắt ở vị trí thứ 53 tại bảng xếp hạng Billboard Hot 100 tuần ngày 4 tháng 12 năm 2010. Vào ngày 23 tháng 2 năm 2011, "S&M" tăng hạng từ hạng 31 lên hạng 8, chạm chân tới vị trí top 10. Sau vài tuần trôi nổi trên bảng xếp hạng, ca khúc leo lên được vị trí thứ hai trong tuần ngày 9 tháng 4, và giữ nguyên vị trí đó thêm hai tuần nữa ở phía sau bài hát quán quân lúc bấy giờ là "E.T." của Katy Perry, tổng là ba tuần ở vị trí á quân. Đến khi phiên bản remix hợp tác với Spears chính thức được cho ra mắt, ca khúc leo lên ngôi đầu bảng nhờ vào doanh số phiên bản "S&M" trong album cộng gộp với phiên bản remix nâng tổng số lượt mua tải xuống là 293.000, trong tuần lễ ngày 30 tháng 4. Khi đó, "S&M" đã trở thành đĩa đơn số một thứ mười của Rihanna trên bảng xếp hạng, giúp cô đồng hạng với Janet Jackson ở vị trí thứ tư là nghệ sĩ nữ solo có nhiều bài hát quán quân trên bảng xếp hạng đó nhất. Đồng thời, Rihanna còn xác lập kỷ lục trở thành nghệ sĩ solo đạt cột mốc đó nhanh nhất so với bất kỳ ai khác, chỉ mất 4 năm, 11 tháng và 2 tuần giữa đĩa đơn quán quân đầu tiên và thứ mười. "S&M" còn là đĩa đơn quán quân thứ năm của Spears trên bảng xếp hạng Hot 100.
Ở các bảng xếp hạng khác tại Hoa Kỳ, "S&M" trở thành ca khúc số một thứ tám của Rihanna trên bảng xếp hạng Mainstream Top 40, giúp nữ ca sĩ người Barbados trở thành nghệ sĩ có nhiều ca khúc quán quân nhất trong lịch sử 19 năm của bảng xếp hạng. Bài hát đạt được vị trí thứ nhất trên bảng Dance Club Songs và thứ 33 ở bảng Hot Latin Songs. "S&M" ra mắt ở vị trí thứ 80 trên bảng Hot R&B/Hip-Hop Songs vào tuần số ngày 26 tháng 2 năm 2011 của Billboard, và dừng chân ở vị trí thứ 59. "S&M" đạt hạng cao nhất ở thứ 24 trên bảng xếp hạng Adult Pop Airplay, và thứ 14 tại bảng Latin Pop Songs. Bài hát được chứng nhận đĩa 6× Bạch kim từ Hiệp hội Công nghiệp Ghi âm Hoa Kỳ (RIAA), và bán được tổng cộng 3.837.000 bản kỹ thuật số tại Hoa Kỳ tính đến  tháng 6 năm 2015. "S&M" được xếp ở vị trí thứ 2 trên bảng cuối năm Dance Club Songs của Billboard, và thứ 15 trên bảng Mainstream Top 40 cuối năm. Tại Canada, ca khúc cũng leo lên được ngôi đầu bảng trong tuần số ngày 30 tháng 4 năm 2011 giống như ở Hoa Kỳ.

## Video âm nhạc

### Bối cảnh và nội dung
Đạo diễn Melina Matsoukas đã tổ chức ghi hình video âm nhạc cho ca khúc "S&M" tại thành phố Los Angeles vào các ngày 15 và 16 tháng 1 năm 2011. Matsoukas giải thích với Billboard rằng ý tưởng của video được lấy từ mối quan hệ bạo dâm-khổ dâm của Rihanna với truyền thông nên video của bài hát "không chỉ đơn giản là gói gọn ở một chủ đề ham thích xích trói và roi da duy nhất." Nhà tạo kiểu tóc "S&M" của Rihanna là Ursula Stephen đã phát biểu với StyleList rằng, nữ ca sĩ khách hàng của cô "có nhiều kiểu ý tưởng điên rồ cho video và tôi đã đi ra ngoài, mua kiểu như sáu bộ tóc giả khác nhau, nhuộm màu rồi tỉa chúng [...] Đây là một thử thách sáng tạo đối với tôi và tôi thích việc đó." Stephen còn cho rằng, những bộ tóc giả mà Rihanna đã sử dụng trong video có mức giá rất dao động, thấp nhất là chỉ 20 đô la Mỹ và cao nhất là vài ngàn đô la Mỹ. Nữ ca sĩ đã thích chúng đến mức ngay cả khi sau khi quay video "S&M" xong, cô vẫn luôn luôn đội lên đầu, lại còn cẩn thận đóng gói chùm tóc giả và đem đi du lịch.
Mở đầu cho video chính là cảnh Rihanna bị bắt đưa vào một cuộc hội thảo truyền thông và toàn thân cô bị dồn ép vào một bức tường, bị bọc bằng một lớp nylon và cố định bằng băng dính ở đấy. Các micro chĩa về phía Rihanna, còn những người phóng viên đeo dụng cụ bịt miệng đều tập trung bao quanh nữ ca sĩ và ghi chép thông tin. Đến phân cảnh ngoài trời, Rihanna mặc một bộ đầm màu be được làm bằng chất liệu cao su và cầm dây dẫn dắt một người đàn ông (Perez Hilton) bị xích cổ hệt như chủ nhân dắt chó. Ở đoạn căn phòng sơn tường màu lam, Rihanna ngồi ăn bỏng ngô màu hồng trên chiếc ghế xoay đủ mọi góc độ và vô số camera giám sát an ninh CCTV hướng vào cô, nữ ca sĩ đứng dậy và dùng roi quất vào các phóng viên bị quấn băng dính lên tường. Tiếp đến là cảnh Rihanna vật vã dưới sàn nhà, tứ chi cô bị dây thừng màu hồng cột chặt lại. Đến đoạn bridge của bài hát, Rihanna mặc trang phục hai mảnh bằng mủ cao su màu trắng và đeo băng đô tai thỏ, các hậu cảnh lá cải đầu đề thì được chiếu đè lên người cô. Sau đoạn điệp khúc, Rihanna xuất hiện trở lại phòng họp báo màu vàng. Các phóng viên liên tục chụp hình bao vây cô, còn nữ ca sĩ thì nằm dài trên bàn mặc chiếc váy cao su màu hồng. Xen kẽ những cảnh từ đầu đến cuối là khúc Rihanna cùng với những người khác đang mang đạo cụ bạo dâm vui chơi trong phòng hoạ tiết hồng trắng, khi đó nữ ca sĩ người Barbados đang để kiểu tóc xoăn bồng bềnh, choàng một chiếc khăn lông vũ lên cổ và mặc một chiếc áo ống hở bụng có in chữ "Đã che" trên đó. Kế đến là video liên tục chuyển cảnh giữa cảnh trước đó và các cảnh mới, gồm những phân cảnh Rihanna ăn trái cây, liếm que kem và đeo băng mắt hình trái tim. Ở cảnh cuối cùng lúc Rihanna nằm trên bàn ở phòng họp báo, mặt cô được dán sticker gồm hình mặt cười lên một bên mắt và biểu tượng chiếc lưỡi Rolling Stones lên miệng, cùng với âm thanh khoái cảm của người phụ nữ cất lên rõ ràng. Các drag queen gồm Willam Belli, Detox Icunt, và Morgan McMichaels đều góp mặt trong video âm nhạc của "S&M".
Ngày 27 tháng 1, video hậu trường của "S&M" được đăng tải trên kênh YouTube của Rihanna, và video âm nhạc chính thức được công chiếu qua Vevo vào ngày 1 tháng 2 năm 2011. Rihanna nói với Extra rằng video âm nhạc của "S&M" chính là video yêu thích nhất và cũng là video công phu khó thực hiện nhất mà cô đã từng làm. Chính cô đã phải "xơi chuối" cả ngày đến mức thừa nhận với fan trên Twitter rằng cô ghét chuối và "đã nôn ói nhiều lần trong xô chậu giữa các cảnh quay". Blogger Perez Hilton bảo rằng việc xuất hiện trong video chính là dấu ấn trong sự nghiệp của anh, và "S&M" đã làm cho anh nhớ đến Madonna trong các ca khúc tranh cãi "Erotica" lẫn "Hollywood" / "American Life".

### Đón nhận và bị cấm
Video âm nhạc của "S&M" nhìn chung được đón nhận nồng nhiệt. Một nhà báo giấu tên viết cho The Huffington Post từng bảo, "Rihanna rất giỏi làm điều hư đốn – và video này chứng minh được điều đó", trong khi một người đánh giá khách quan bên OK! cho rằng video "vừa nóng hổi vừa kỳ quặc, lại còn giỡn hớt hoàn toàn". Willa Paskin phía bên tạp chí New York nhìn nhận nội dung video của Rihanna lại "ngô nghê" so với chủ đề S&M điển hình của Madonna và Lady Gaga, còn Matthew Perpetua của Rolling Stone thì cho rằng video đã "tấn công thị giác bằng vẻ ái dục lệch lạc màu kẹo" mà người xem sẽ thích thú thưởng thức, không cần quan tâm đến tông màu tươi sáng và hoạt động dâm dục trong đó. Brad Wete trực thuộc Entertainment Weekly nói rằng Rihanna đã thực hiện video giống như điều anh mong đợi là dựa trên nội dung lời bài hát, và Jason Lipshutz bên Billboard thì khen ngợi các cảnh dàn dựng tinh tế của video "đã mang đến góc nhìn phức tạp về tình dục mãnh liệt." Từ thời điểm ra mắt "Umbrella" đến cuối tháng 1 năm 2016, Natalie Weiner đến từ Billboard đã chọn "S&M" làm 11 video âm nhạc xuất sắc nhất của nữ ca sĩ.
Sau khi ra mắt, video âm nhạc "S&M" ngay lập tức bị cấm chiếu ở 11 quốc gia do nội dung quá người lớn. Thậm chí, video còn bị YouTube gắn cờ hạn chế độ tuổi do nội dung trưởng thành, nhưng qua một thời gian thì được gỡ bỏ. Rihanna trả lời với tin tức qua trang Twitter rằng, "Họ đã xem 'Umbrella' ... và thấy tôi không mặc gì trong đó rồi". Phiên bản video không bị hạn chế về sau được đăng tải lên trang chính thức của Rihanna. Melina Matsoukas đã phản hồi với tin tức trong một cuộc phỏng vấn cùng MTV News rằng: "Khi tôi ra ngoài đi làm thứ gì đó, tôi kiểu như sẽ trông mong bị cấm – [à quên] không trông mong bị cấm mới đúng ... Cơ mà nếu  tạo ra điều gì đó mang tính khêu gợi ... thì lại gây ra hiệu ứng và mọi người sẽ lên tiếng về điều đó, dù gì đi chăng nữa, đối với tôi thì việc đó lại là thành công lớn." Đạo diễn của video âm nhạc "S&M" còn cho biết thêm, nội dung video rất hợp với chủ đề ca khúc và tin rằng việc YouTube có cấm chiếu cũng chẳng thể cản được người hâm mộ, miễn là họ muốn xem. Tuy vậy, MTV Platinum Video Plays Awards đã từng chứng nhận giải Bạch kim cho "S&M" nhờ vào tổng số lượt phát video ca nhạc trên 60 kênh truyền hình MTV ở khắp thế giới (trừ Hoa Kỳ) đạt trên 10.000 lượt trong năm 2011.

### Kiện tụng vi phạm bản quyền

Rihanna trong một cảnh quay của video âm nhạc, và ý tưởng "căn phòng màu hồng" là chủ đề kiện tụng vi phạm bản quyền ở Hoa Kỳ

Video âm nhạc đã vấp phải tranh cãi sau khi một nhiếp ảnh gia tên David LaChapelle đâm đơn kiện Rihanna, Island Def Jam và các bên có liên quan về vụ vi phạm bản quyền. Vụ kiện tụng gồm có khiếu nại vi phạm quyền bảo hộ hình ảnh thương mại đối chiếu theo Đạo luật Lanham, hành vi cạnh tranh không lành mạnh căn cứ theo luật tiểu bang New York và làm giàu bất chính. Mặc dù tất cả đều bị phủ nhận nhưng thẩm phán Shira A. Scheindlin phía bên Toà án quận phía Nam New York vẫn từ chối kiến nghị bác bỏ cáo buộc vi phạm bản quyền, và nhận thấy sự tương đồng giữa các tác phẩm:
Cả hai tác phẩm đều có chung đặc điểm: bức tường sọc hồng đậm và trắng, hai cửa sổ treo đơn điệu ở giữa bức tường phía sau, cửa sổ có viền màu hồng bóng và khung trong cùng với các tấm kính mờ có họa tiết sọc nửa vector trên nền màu vàng, trần nhà màu hồng đậm, ván chân tường màu hồng nóng, một chiếc ghế dài màu hồng đậm dưới cửa sổ, những người phụ nữ đội tóc giả màu đỏ xoăn, một người phụ nữ tạo dáng trên một món đồ nội thất, băng đen quấn quanh một người đàn ông và một tâm trạng nói chung là điên cuồng ... [Cả hai tác phẩm] đều đủ ánh sáng và có độ bão hoà cao, tất cả các chi tiết cũng đều sắc nét và hầu như không có bóng đổ.

Tháng 8 năm 2011, một người thẩm phán đã đồng ý rằng "căn phòng màu hồng mà Rihanna thống trị một người đàn ông đằng trước bức tường sọc hồng và trắng rất tương đồng với bức ảnh chụp "Striped Face" của LaChapelle. Người thẩm phán ấy còn xác định chính xác phân cảnh Rihanna ở nền lam, mặc áo mủ cao su màu hồng và đặt một viên kẹo lên lưỡi." Rihanna và LaChapelle giải quyết vụ việc ngoài toà án với số tiền không được tiết lộ. Sau vụ kiện tụng, LaChapelle cho biết vụ việc "không mang tính cá nhân, mà hoàn toàn là vì lý do công việc" và tiết lộ rằng "các nhạc sĩ thường trả tiền để lấy mẫu nhạc hoặc sử dụng âm điệu của ai đó. Tuy nhiên, sẽ khó mà có sự khác biệt nếu đi lấy mẫu hình ảnh của hoạ sĩ." Tháng 6 năm 2011, nhiếp ảnh gia người Đức tên Philipp Paulus cũng kiện Rihanna và hãng thu âm của cô vi phạm bản quyền. Lần này liên quan đến cảnh Rihanna mặc bộ đầm rộng bị dán cố định trên tường bằng lớp nhựa và miếng băng keo trong video âm nhạc. Theo Paulus, Rihanna và Matsoukas đã ăn cắp hình từ loạt ảnh Paperworld của anh.

## Biểu diễn trực tiếp và hát lại
Rihanna lần đầu trình diễn "S&M" tại Brit Awards vào ngày 15 tháng 2 năm 2011, dưới dạng phiên bản liên khúc medley cùng với hai đĩa đơn trong album Loud trước đó của cô gồm "Only Girl (In the World)" và "What's My Name?". Ban đầu Rihanna dự định chỉ biểu diễn mỗi "S&M" trùng ngày ra mắt đĩa đơn tại Anh Quốc, nhưng cô đành phải hợp tác theo Brit Awards là "giảm bớt ca từ liên quan đến tình dục trong lời bài hát". Hôm đó, nữ ca sĩ người Barbados đã tức giận vì bị yêu cầu thay đổi tiết mục và biểu diễn một bài hát khác. Tuy nhiên, Rihanna cũng đã đồng ý thay đổi bởi vì tập đoàn Brit Awards muốn tránh những lời than phiền tương tự như buổi công chiếu chung kết The X Factor loạt thứ bảy vào ngày 11 tháng 12 năm 2010.

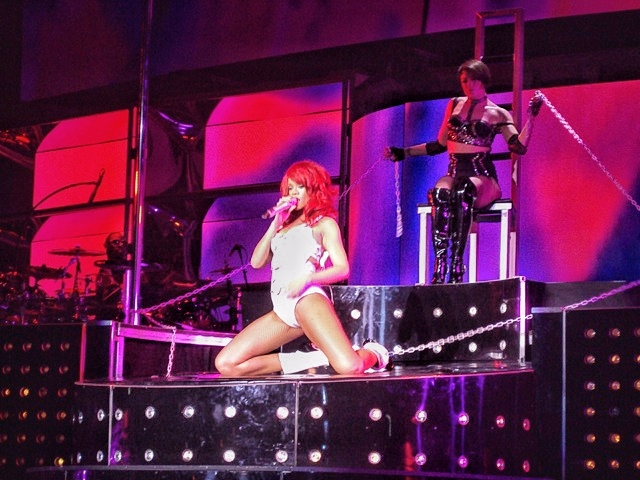
Rihanna biểu diễn "S&M" trong chuyến lưu diễn Loud Tour vào mùa hè năm 2011. Màn trình diễn này lại giống với ở lễ trao Giải thưởng Âm nhạc Billboard 2011

Rihanna mở đầu buổi lễ trao Giải thưởng Âm nhạc Billboard 2011 bằng màn trình diễn ca khúc "S&M" phiên bản remix cùng với Britney Spears vào ngày 22 tháng 5 năm 2011 tại MGM Grand Garden Arena ở Las Vegas. Cô mặc một bộ bó sát người màu trắng cùng với chuỗi xích nối với cổ tay, và các vũ công phụ họa thì nhảy múa ở phía dưới sân trình diễn của cô. Spears xuất hiện ở ngay giữa đoạn bridge, cô đeo chiếc mặt nạ tai thỏ trên gương mặt và diện bộ bodysuit màu đen. Ở đoạn kết bài hát, cả hai người cùng nhau múa ở hai bên cột rồi sau đó dùng gối quất vào các vũ công. Tạp chí Billboard đã tuyên bố đó là 1 trong 15 màn trình diễn tuyệt vời tại lễ trao giải. Rihanna còn biểu diễn "S&M" vào ngày 27 tháng 5 năm 2011 ở loạt "Toyota Concert Series" của chương trình Today phát sóng trên đài NBC tại New York, cùng với "Only Girl (In the World)", "What's My Name?" và "California King Bed". Cô đã có một cuộc phỏng vấn về album và màn trình diễn tranh cãi của cô tại lễ trao giải Billboard cùng với Spears. Khi Rihanna được hỏi thăm liệu cô có bất ngờ trước phản ứng xôn xao về buổi biểu diễn đó hay không, thì cô trả lời:
"[Buổi biểu diễn] đó thú vị thật mà. Chẳng có gì đáng lo hết đấy. Bọn tôi cũng không có làm tình đâu mà sợ. Ý tôi là, mặc dù tôi không thực sự biết được [buổi biểu diễn đó lại bị mổ xẻ], nhưng mà tôi vẫn có thể lên Twitter để xem người hâm mộ của tôi đang nghĩ gì về việc đó và họ thực sự rất là thích [tôi và chị Britney] đứng đó trình diễn cùng nhau. Cho nên tôi muốn nói là, sẽ có người luôn nghĩ là quá gợi cảm nhưng bạn sẽ luôn luôn phát hiện ra điều mà bạn biết rồi đấy. Mọi người sẽ luôn bàn tán bất kể bạn làm đúng hay làm sai. Bạn cứ việc mà làm theo điều mà bạn thích, vậy thôi."

Tại chặng Úc ở Last Girl on Earth vào tháng 2 năm 2011, Rihanna chính thức bổ sung "S&M" cùng với các bài hát khác trong Loud vào trong danh sách tiết mục. "S&M" được đưa vào trong danh sách tiết mục của chuyến lưu diễn Loud Tour và biểu diễn trên sân khấu mang phong cách chủ đề bạo dâm. Rihanna biểu diễn ca khúc "Darling Nikki" của Prince cùng với ba nữ vũ công hở hang nhảy phụ hoạ, còn nữ ca sĩ chính thì dùng tay sờ mó rồi giả vờ quất roi lên các vũ công. Gần kết bài hát "Darling Nikki", Rihanna nhanh chóng cởi bỏ bộ tuxedo trắng và chuyển sang trình diễn "S&M", làm lộ phần áo nịt ngực màu trắng cùng với chiếc còng tay. Ngoài ra, "S&M" còn nằm trong danh sách tiết mục trong chuyến lưu diễn Femme Fatale Tour (2011) của Spears, liên khúc sau "...Baby One More Time". Rihanna biểu diễn "S&M" tại Radio 1's Hackney Weekend vào ngày 24 tháng 6 năm 2012, ở tiết mục thứ ba. Bài hát còn nằm trong đa số buổi lưu diễn thuộc 777 Tour của Rihanna vào tháng 11 năm 2012; gồm bảy buổi diễn trong bảy ngày quảng bá hỗ trợ cho album phòng thu thứ bảy Unapologetic của cô.
Năm 2011, "S&M" xuất hiện ở đoạn đầu tập 17 của phim truyền hình chính kịch tố tụng cảnh sát nước Mỹ, Hawaii Five-0. Thành viên Lee Latchford-Evans của nhóm nhạc người Anh Steps đã hát lại "S&M" liên khúc với "Moves like Jagger" của Maroon 5 và Christina Aguilera trong phần solo của anh ở chuyến lưu diễn The Ultimate Tour (2012). Trong bộ phim nhạc kịch năm 2012 Pitch Perfect, "S&M" được Ester Dean, Alexis Knapp, Anna Kendrick, Rebel Wilson, Anna Camp và Brittany Snow hát chay không nhạc. Màn trình diễn ca khúc của nhóm xuất hiện trong nhạc phim liên khúc với "Riff Off". "Riff Off" được phát hành dưới dạng đĩa đơn vào năm 2012 và đạt vị trí thứ 86 tại bảng xếp hạng Billboard Hot 100 ở Hoa Kỳ. Nhạc phim cũng trở thành album Top Soundtracks quán quân ở Mỹ.

## Danh sách bài hát
| - Tải kỹ thuật số 1. "S&M" – 4:04 - Đĩa CD 1. "S&M" – 4:04 2. "S&M" (Sidney Samson Radio Remix) – 3:18 - Tải kỹ thuật số (phối lại) 1. "S&M" (Remix) hợp tác với Britney Spears – 4:17 - Tải kỹ thuật số (EP) 1. "S&M" – 4:03 2. "S&M" (Dave Audé Club) – 7:27 3. "S&M" (Sidney Samson Club) – 6:49 | - Tải kỹ thuật số (phối lại) 1. "S&M" (Dave Audé Radio) – 3:50 2. "S&M" (Joe Bermudez Chico Radio) – 3:49 3. "S&M" (Sidney Samson Radio) – 3:19 4. "S&M" (Dave Audé Club) – 7:27 5. "S&M" (Joe Bermudez Chico Club) – 5:17 6. "S&M" (Sidney Samson Club) – 6:49 7. "S&M" (Dave Audé Dub) – 6:29 8. "S&M" (Joe Bermudez Chico Dub) – 5:17 9. "S&M" (Sidney Samson Dub) – 6:50 |

## Đội ngũ thực hiện
Thành phần thực hiện được trích từ ghi chú của Loud, Def Jam Recordings và SRP Records.
Thu âm và phối khí
- Thu âm tại Roc the Mic Studios ở New York, Westlake Recording Studios ở Los Angeles, California và The Bunker Studios ở Paris, Pháp.
- Phối khí tại The Bunker Studios ở Paris, Pháp và The Ninja Beat Club ở Atlanta.

Đội ngũ
| - Giọng hát – Rihanna - Viết lời – Mikkel S. Eriksen, Tor Erik Hermansen, Sandy Wilhelm, Ester Dean - Sản xuất – Stargate, Sandy Vee - Sản xuất giọng hát và thu âm – Kuk Harrell, Josh Gudwin, Marcos Tovar - Hỗ trợ thu âm – Bobby Campbell - Hỗ trợ sản xuất giọng hát – Veronika Bozeman | - Nhạc cụ – Mikkel S. Eriksen, Tor Erik Hermansen, Sandy Vee - Phối khí – Sandy Vee, Phil Tan - Kỹ sư – Damien Lewis - Giọng bè – Ester Dean |

## Bảng xếp hạng
| Bảng xếp hạng (2011)                                 | Vị trí cao nhất |
| ---------------------------------------------------- | --------------- |
| Úc (ARIA)                                            | 1               |
| Áo (Ö3 Austria Top 40)                               | 4               |
| Bỉ (Ultratop 50 Flanders)                            | 3               |
| Bỉ (Ultratop 50 Wallonia)                            | 4               |
| Brazil (Billboard Brasil Hot 100)                    | 25              |
| Brazil Hot Pop Songs                                 | 8               |
| Canada (Canadian Hot 100)                            | 1               |
| CIS (Tophit)                                         | 5               |
| Cộng hòa Séc (Rádio Top 100)                         | 8               |
| Đan Mạch (Tracklisten)                               | 2               |
| Phần Lan (Suomen virallinen lista)                   | 4               |
| Pháp (SNEP)                                          | 3               |
| Đức (GfK)                                            | 2               |
| Đức Airplay (BVMI)                                   | 1               |
| Hy Lạp Digital Songs (Billboard)                     | 4               |
| Hungary (Rádiós Top 40)                              | 1               |
| Ireland (IRMA)                                       | 3               |
| Israel (Media Forest)                                | 1               |
| Ý (FIMI)                                             | 6               |
| Nhật Bản (Japan Hot 100)                             | 8               |
| Luxembourg (Billboard)                               | 1               |
| Mexico (Mexico Airplay)                              | 12              |
| Hà Lan (Dutch Top 40)                                | 8               |
| Hà Lan (Single Top 100)                              | 7               |
| New Zealand (Recorded Music NZ)                      | 2               |
| Na Uy (VG-lista)                                     | 2               |
| Ba Lan (Polish Airplay Top 100)                      | 1               |
| Bồ Đào Nha (Billboard)                               | 6               |
| Romania (Romania Radio Airplay)                      | 3               |
| Nga Airplay (Tophit)                                 | 5               |
| Scotland (OCC)                                       | 3               |
| Slovakia (Rádio Top 100)                             | 4               |
| Hàn Quốc (Circle) (remix hợp tác với Britney Spears) | 78              |
| Hàn Quốc Foreign (Circle) (bản gốc)                  | 49              |
| Tây Ban Nha (PROMUSICAE)                             | 3               |
| Thụy Điển (Sverigetopplistan)                        | 2               |
| Thụy Sĩ (Schweizer Hitparade)                        | 2               |
| Anh Quốc (OCC)                                       | 3               |
| Anh Quốc R&B (OCC)                                   | 1               |
| Ukraina Airplay (Tophit)                             | 29              |
| Hoa Kỳ Billboard Hot 100                             | 1               |
| Hoa Kỳ Adult Pop Airplay (Billboard)                 | 24              |
| Hoa Kỳ Dance Club Songs (Billboard)                  | 1               |
| Hoa Kỳ Hot Latin Songs (Billboard)                   | 33              |
| Hoa Kỳ Hot R&B/Hip-Hop Songs (Billboard)             | 59              |
| Hoa Kỳ Pop Airplay (Billboard)                       | 1               |
| Hoa Kỳ Rhythmic (Billboard)                          | 2               |

| Bảng xếp hạng (2023)                          | Vị trí cao nhất |
| --------------------------------------------- | --------------- |
| Thế giới Global 200 (Billboard)               | 132             |
| Hoa Kỳ Digital Song Sales (Billboard)         | 44              |
| Hoa Kỳ Hot Dance/Electronic Songs (Billboard) | 9               |

| Bảng xếp hạng (2011)                                         | Vị trí |
| ------------------------------------------------------------ | ------ |
| Úc (ARIA)                                                    | 11     |
| Úc Urban (ARIA)                                              | 2      |
| Áo (Ö3 Austria Top 40)                                       | 17     |
| Bỉ (Ultratop 50 Flanders)                                    | 14     |
| Bỉ (Ultratop 50 Wallonia)                                    | 12     |
| Canada (Canadian Hot 100)                                    | 20     |
| CIS (TopHit)                                                 | 16     |
| Đan Mạch (Tracklisten)                                       | 25     |
| Pháp (SNEP)                                                  | 14     |
| Đức (Official German Charts)                                 | 26     |
| Hungary (Rádiós Top 40)                                      | 23     |
| Ireland (IRMA)                                               | 13     |
| Hà Lan (Dutch Top 40)                                        | 49     |
| Hà Lan (Single Top 100)                                      | 39     |
| New Zealand (Recorded Music NZ)                              | 18     |
| Nga Airplay (TopHit)                                         | 23     |
| Hàn Quốc Foreign (Circle) (original)                         | 156    |
| Hàn Quốc Foreign (Circle) (remix hợp tác với Britney Spears) | 19     |
| Tây Ban Nha (PROMUSICAE)                                     | 22     |
| Thụy Điển (Sverigetopplistan)                                | 15     |
| Thụy Sĩ (Schweizer Hitparade)                                | 25     |
| Anh Quốc (OCC)                                               | 12     |
| Anh Quốc Hip Hop/R&B (OCC)                                   | 2      |
| Ukraina Airplay (TopHit)                                     | 79     |
| Hoa Kỳ Billboard Hot 100                                     | 12     |
| Hoa Kỳ Dance Club Songs (Billboard)                          | 2      |
| Hoa Kỳ Mainstream Top 40 (Billboard)                         | 15     |
| Hoa Kỳ Rhythmic Songs                                        | 15     |

| Bảng xếp hạng (2012)                                         | Vị trí |
| ------------------------------------------------------------ | ------ |
| Hàn Quốc Foreign (Circle) (remix hợp tác với Britney Spears) | 197    |

| Bảng xếp hạng (2023)                          | Vị trí |
| --------------------------------------------- | ------ |
| Hoa Kỳ Hot Dance/Electronic Songs (Billboard) | 75     |

## Chứng nhận
| Quốc gia | Chứng nhận  | Số đơn vị/doanh số chứng nhận |
| --- | ----------- | ----------------------------- |
| Úc (ARIA) | 6× Bạch kim | 420.000^                      |
| Bỉ (BEA) | Bạch kim    | 30.000*                       |
| Brasil (Pro-Música Brasil) | Kim cương   | 250.000‡                      |
| Đan Mạch (IFPI Đan Mạch) | 2× Bạch kim | 180.000‡                      |
| Phần Lan (Musiikkituottajat) | Vàng        | 5.000                         |
| Đức (BVMI) | 3× Vàng     | 750.000‡                      |
| Ý (FIMI) | Bạch kim    | 30.000*                       |
| New Zealand (RMNZ) | 4× Bạch kim | 120.000‡                      |
| Hàn Quốc (Gaon) | —           | 116.783                       |
| Tây Ban Nha (PROMUSICAE) | Bạch kim    | 60.000‡                       |
| Thụy Sĩ (IFPI) | Bạch kim    | 30.000^                       |
| Anh Quốc (BPI) | 3× Bạch kim | 1.800.000‡                    |
| Hoa Kỳ (RIAA) | 6× Bạch kim | 6.000.000‡                    |
| * Chứng nhận dựa theo doanh số tiêu thụ. ^ Chứng nhận dựa theo doanh số nhập hàng. ‡ Chứng nhận dựa theo doanh số tiêu thụ và phát trực tuyến. |             |                               |

| Quốc gia                                                    | Chứng nhận  | Số đơn vị/doanh số chứng nhận |
| ----------------------------------------------------------- | ----------- | ----------------------------- |
| Brasil (Pro-Música Brasil)                                  | Vàng        | 30.000‡                       |
| Hàn Quốc                                                    | —           | 593.867                       |
| Thụy Điển (GLF)                                             | 3× Bạch kim | 60.000‡                       |
| Hoa Kỳ (RIAA)                                               | Vàng        | 500.000‡                      |
| ‡ Chứng nhận dựa theo doanh số tiêu thụ và phát trực tuyến. |             |                               |